# 尾崎局
尾崎局（おざきのつぼね、大永7年（1527年）または享禄元年（1529年） - 元亀3年9月30日（1572年11月5日））は、戦国時代の女性。父は大内氏の重臣で長門国守護代である内藤興盛。母は備後国の国人・山内直通の娘。大内義隆の養女として安芸国の戦国大名・毛利隆元の正室となり、毛利輝元、毛利徳鶴丸、津和野局（吉見広頼室）を産む。
兄に内藤隆時、内藤正朝、内藤隆貞、内藤弥二郎。姉に問田殿（大内義隆側室）、宍戸元秀室。弟に内藤隆春、山内元興、内藤元種。妹に和智元郷室、出羽元祐室。
実名はあやや（あやゝ）。別名は小侍従とも。法号は妙寿寺仁英妙寿。「尾崎局」という名前は、夫・隆元と共に吉田郡山城の尾崎丸（尾崎郭）に住んでいたことに由来する。

## 生涯
大永7年（1527年）または享禄元年（1529年）、大内氏重臣で長門国守護代内藤氏の当主・内藤興盛の三女として生まれる。
天文18年（1549年）、当時は大内氏の有力被官で安芸国の国人領主であった毛利元就が周防国山口の大内義隆を訪問した際に、かつて人質として山口に滞在していた元就の嫡男・毛利隆元との縁組が決まり、大内義隆の養女となる形で隆元の正室として嫁した。この時期の元就の書状からは、尾崎局がただ隆元の正室というだけでなく、「御屋形様」（大内義隆）から賜ったものであるとの認識を元就が持っており、実質的に大内氏との意思疎通の架け橋となり得る立場であったことから丁重に扱われ、かつ信頼されていたことが窺える。
天文19年（1550年）7月、毛利家の重臣である井上一族を誅罰した際に、毛利元就は「井上衆罪状書」を尾崎局に出している。尾崎局の父である内藤興盛を通じて大内義隆の了承を求める必要があったためである。
天文22年（1553年）1月22日、吉田郡山城内の尾崎丸において長男の幸鶴丸（後の毛利輝元）を出産する。輝元以外にも年不詳ながら隆元との間に次男の徳鶴丸（早世）と吉見広頼の正室となる津和野局が生まれている。なお、津和野局は永禄5年（1562年）以前に吉見広頼と婚姻したと考えられることや、津和野局の娘・矢野局（河野通直室）の推測される生年から、輝元の姉と考えられている。
弘治元年（1555年）から弘治3年（1557年）にかけての防長経略の際に、尾崎局の甥で内藤氏当主である内藤隆世が大内義長を奉じて毛利氏に敵対した上、大内氏の滅亡と共に自害したが、同年12月20日には毛利隆元によって尾崎局の弟である内藤隆春が長門国の守護役（守護代）に任じられている。
このことに関して、内藤隆春が元亀3年（1572年）10月12日に記した毛利氏への忠誠を誓う起請文の中で「大方様御厚恩」と述べており、また、大内氏滅亡以前に隆元が元就に対して内藤隆春の処遇について申し入れていることが窺える史料があることから、内藤隆春の起用には隆元・尾崎局夫妻の意向が強く影響していたと考えられている。
また、輝元誕生の翌年の防芸引分に始まり、厳島の戦い、防長経略、石見国への進出、尼子氏攻め等で断続的に出陣を繰り返したため吉田郡山城を留守にしがちの隆元に代わって、尾崎局が輝元へ異見する立場にあった。しかし、輝元は尾崎局の異見に従わないことが多かったためその養育に苦労しており、尾崎局が隆元に宛てた書状では「輝元は隆元の言う事には恐れて従うが、私が意見しても一向に聞き入れようとはしない。輝元の守役を務める国司元武にも輝元の機嫌を損ねることでもよくよく異見するように言っているがそちらも同様である。そのため、輝元に私と国司元武の言う事をよく聞くように言って頂きたい」との旨を述べている。
永禄6年（1563年）8月4日に隆元が急死すると、より一層輝元の養育に心血を注いでおり、輝元が元服した永禄8年（1565年）以降に毛利氏の五奉行の一人である桂就宣に宛てた書状によると、弟の内藤隆春を通じて元就から輝元の養育について何事か伝えられたことに対して尾崎局は表面的には従いつつも「輝元の養育については私が油断なく申し聞かせますのでご安心ください」と述べて元就からの口出しを遠回しに断っており、父の隆元がいなくとも母である自分が責任をもって輝元を養育するという強い決意が窺われる。
また、毛利元就は尾崎局を分国経営に参与させ、自身のことは「上様」「御隠居」といった通常の呼称ではなく、「ちいさま（じいさま）」と呼ばせていた。
元亀2年（1571年）6月14日に元就が没した時に、輝元の叔父の吉川元春に輝元の後見を依頼した書状が現存しており、「頼れるのは叔父の元春・隆景だけ。親ともなり力になってほしい」と切々と訴える、母の真情が溢れる内容が綴られている。また、義母の中の丸に家庭内の相談をする一方で、五龍局と元春・隆景ら姉弟の仲を心配し、これらの和に努めている。
元就の死の4ヶ月後の10月6日、吉見広頼に嫁いだ娘・津和野局が死去すると尾崎局は大いに傷心し、10月16日に吉川元春が吉見広頼の父・吉見正頼に宛てた書状において、尾崎局の茫然自失の嘆き様が記されている。
舅に続いて娘にも先立たれたことにより気力を失ったたためか体調を崩すようになり、元亀3年（1572年）9月30日に死去。享年44または46。墓所は広島県安芸高田市の洞春寺跡。当初は菩提寺である妙寿寺が吉田郡山城内に建てられ、墓も寺内にあったが、後に毛利元就ら毛利一族と共に毛利氏一族墓所に移されている。

## 登場作品
- 毛利元就（1997年、NHK大河ドラマ、演：大塚寧々） - 役名は「寿の方（としのかた）」